# Trần Đinh
Trần Đinh (tiếng Trung: 陳汀) là thổ quan Giao Chỉ thời thuộc Minh trong lịch sử Việt Nam.

## Thân thế
Trần Đinh vốn là Thiên phu trưởng ở huyện Cổ Lôi (nay là huyện Thọ Xuân, tỉnh Thanh Hóa), có khả năng là người địa phương. Trần Đinh nhiều lần đi theo Phương Chính trấn áp các cuộc nổi dậy của người Việt, nhờ đó mà được Phương Chính tin cậy.
Năm 1427, Vương Thông chỉ huy quân Minh rút khỏi Giao Chỉ, bỏ rơi toàn bộ quân Minh bị nghĩa quân Lam Sơn tù binh lẫn các thổ quan. Trần Đinh bị nghĩa quân bắt được, được Lê Lợi ban cho quan chức.
Trần Đinh dù được phong quan, tham gia phòng thủ thành Đông Quan, nhưng vẫn một lòng với nhà Minh. Đinh mang theo người nhà hơn 90 người tìm đường vắng để vượt biên, nhưng bị quân Lam Sơn phát hiện truy kích. Cả nhà Trần Đinh bị bắt, chỉ có một mình Đinh chạy đến Khâm Châu. Minh Tuyên Tông tán dương cái nghĩa bọn Trần Nhữ Thạch, Chu Đa Bồ, Đào Quý Dung, Trần Đinh, thăng Đinh chức Chỉ huy Thiêm sự, ban thưởng rất hậu.